# Essegney
Essegney is een gemeente in het Franse departement Vosges (regio Grand Est) en telt 622 inwoners (1999). De plaats maakt deel uit van het arrondissement Épinal.

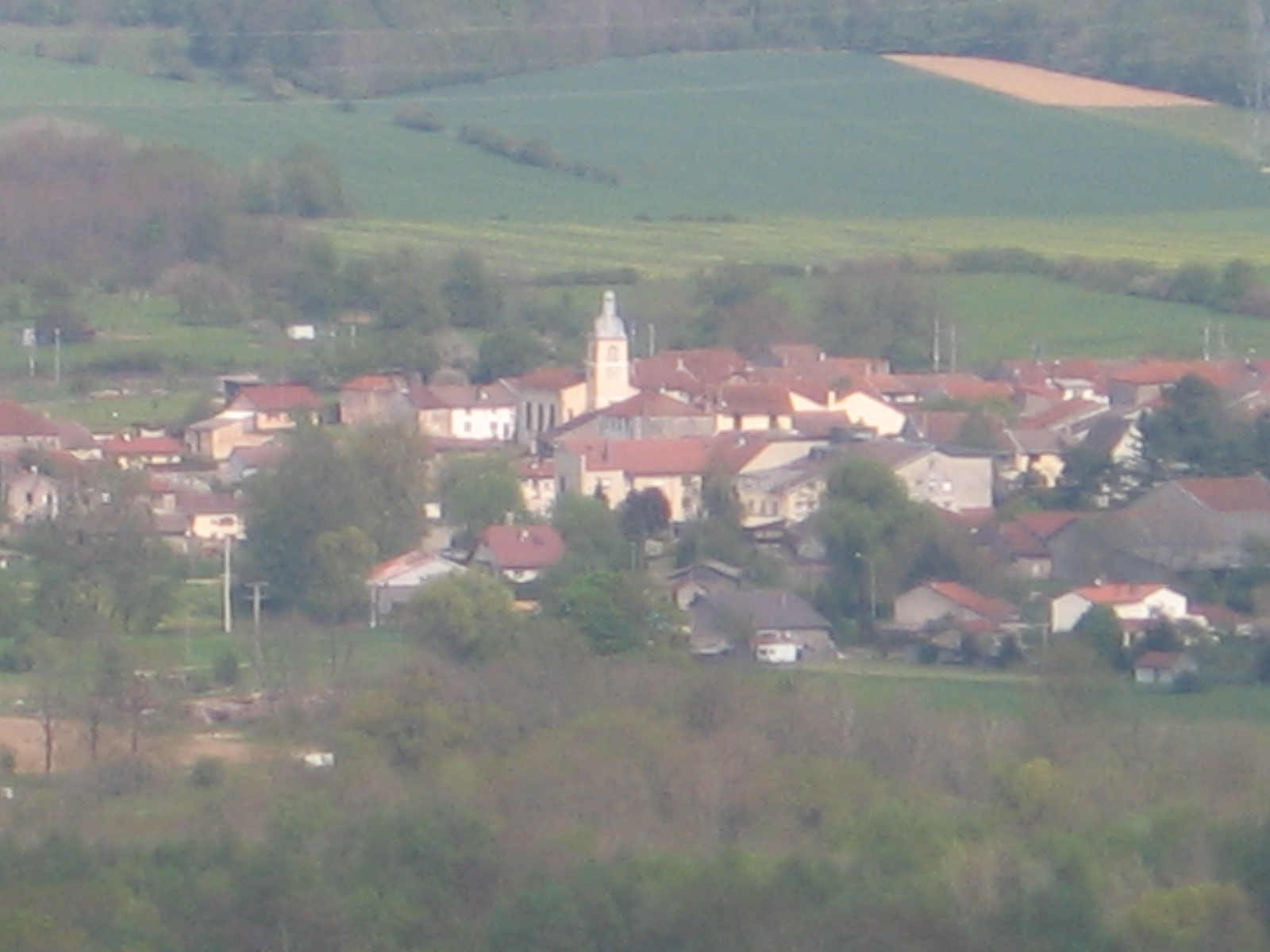
Uitzicht op Essegney vanaf het Monument de Lorraine

## Geografie
De oppervlakte van Essegney bedraagt 8,5 km², de bevolkingsdichtheid is 73,2 inwoners per km².
De onderstaande kaart toont de ligging van Essegney met de belangrijkste infrastructuur en aangrenzende gemeenten.

## Demografie
Onderstaande figuur toont het verloop van het inwonertal (bron: INSEE-tellingen).